# Усть-Кулом
Усть-Куло́м (коми Кулӧмдін) — село в Республике Коми. Административный центр Усть-Куломского района и сельского поселения Усть-Кулом.

## Этимология
Название села Усть-Кулом происходит от гидронима Куломъю — правого притока Вычегды. На коми языке село называется Кулӧмдін: село в устье реки Кулӧм. По мнению коми лингвиста А. И. Туркина (1936—1996), название реки этимологически восходит к обско-угорским словам: манс. хул, хант. кул в значении рыба, и переводится как рыбная река.

## География
Село расположено на правом берегу реки Вычегда, в 180 км от Сыктывкара, с которым связан автобусным сообщением.

## История
- Село известно с 1638 года. Населённый пункт впервые упоминается в Переписной книге Яренского уезда в 1646 году как «погостец Усть-Кулом на реке на Вычегде и на усть речки Куломки», который был центром 6 селений[5].

Год спустя крестьяне Вишерской волости жаловались царю «на крестьян на Овдейка Лодыгина да на Васку Мишарина с товарищи. Жили-де те крестьяне с ними вместе и во прошлом во 146 (1638) году, не хотя с нами жить, вышли на оброчную землю на Усть-Кулом и на Усть-Нем, а от них верст с пятсот и дворы поставили, а старые дворы и угодья в Вишерской волостке покинули и податей с ними платить не хотят».
«Васька Федоров сын Мишарин з детьми» отмечен переписной книгой 1646 года среди жителей Усть-Кулома; в этом документе указано, что он пришел из деревни Большелуг в 1643 году (вероятно, указан год, в котором Мишарин получил окончательное согласие других жителей волости на переселение на новое место). Видимо, из Большелуга перебрался в Усть-Кулом и «Терешка Федоров сын Мишарин с сыном», также отмеченный в книге 1646 года Сысольские крестьяне Леонтий Игнатьевич Ватаманов и Евсевий Нифонтов получили разрешение поселиться в Усть-Куломе в 1640 году. Л. И. Ватаманов с двумя сыновьями тоже жил в Усть-Куломе в 1646 году. Е. Нифонтов среди обитателей Усть-Кулома и соседних поселений книгой 1646 года не отмечен, возможно, он отказался переселяться.
- В 1922—1929 годах село было центром Усть-Куломского уезда.
- В 1929 году село стало центром Усть-Куломского района.

## Численность населения
| 1939  | 1959  | 1970  | 1979  | 1989  | 2002  | 2010  |
| ----- | ----- | ----- | ----- | ----- | ----- | ----- |
| 3790  | ↗4082 | ↗5187 | ↗5355 | ↗5888 | ↘5475 | ↘5141 |
| 2021  |       |       |       |       |       |       |
| ↘5077 |       |       |       |       |       |       |

## Первые фамилии
- 1646 — Мишарин, Ватаманов, Русинов
- 1678 — Минин, Липин, Бакланов, Ватаманов
- 1707 — Авдеев, Вагин, Глызин, Исаков, Кочанов, Кипрушев, Напалков, Нестеров, Нехорошев, Ногиев, Панков, Попвасев, Седрочев, Тарабукин, Фёдоров, Чукилев
- XVIII век — Рассыхаев[13]

## Образование
В селе располагается средняя общеобразовательная школа на 1100 человек, коррекционная школа, музыкальная школа, 6 дошкольных образовательных учреждений.

## Культура
В Усть-Куломе работает районный Дом культуры, центральная и детская библиотеки.
С 1994 года ежегодно проходит республиканский фестиваль современной коми национальной песни «Василей» (коми  Василей гаж).

## Достопримечательности
- Церковь во имя свв. Первоверховных Апостолов Петра и Павла (1799—1811)
- Церковь во имя Воскресения христова (1857)
- Памятник Владимиру Ильичу Ленину
- Памятник павшим героям Великой Отечественной войны
- Памятник погибшим в Чернобыльской аварии

## Промышленность
В селе имеются лесозаготовительные предприятия, организации пищевой промышленности.

## Климат
| Показатель              | Янв.  | Фев.  | Март  | Апр.  | Май   | Июнь | Июль | Авг. | Сен. | Окт.  | Нояб. | Дек.  | Год   |
| ----------------------- | ----- | ----- | ----- | ----- | ----- | ---- | ---- | ---- | ---- | ----- | ----- | ----- | ----- |
| Абсолютный максимум, °C | 3,6   | 3,0   | 13,4  | 25,4  | 31,6  | 34,5 | 35,0 | 33,4 | 28,5 | 21,3  | 8,8   | 6,0   | 35,0  |
| Абсолютный минимум, °C  | −50,3 | −47,4 | −38,8 | −27,4 | −15,7 | −4,2 | −0,2 | −3,4 | −8,1 | −29,7 | −40,7 | −49,2 | −50,3 |

Примечательно, что абсолютный максимум октября в Усть-Куломе один из самых высоких по Коми октябрьских максимумов и равен +21.3°, всего на 2,7° ниже Москвы и 3,8° Переяславля-Залесского и всего на 8,2° ниже Воронежской и Белгородской областей, один из немногих пунктов Коми где октябрьская температура превышала +21°, при теоретическом потолке октября для Республики около +22°, абсолютный перепад температур равен 90,3°.